# Neman kultúra
A nyeman kultúra az időszámításunk előtt, a középső kőkorszak idején mintegy 7000 környékétől, egészen az újkőkorszak közepéig, időszámításunk előtt mintegy 3000-ig létezett régészeti kultúra volt. A neman kultúra átmenetet képez a swideri kultúrával és ezt követően a zsinegdíszes kerámia kultúrája terjedt el. E kultúra elterjedési területe a Nyeman folyó vízgyűjtőjének felső szakaszán helyezkedett el, a mai Lengyelország északi, Litvánia déli, Fehéroroszország nyugati, illetve a mai Kalinyingrádi terület által lehatárolt területen.
Északon a nyeman kultúrát a kunda kultúra határolta a középső kőkorszak idején, míg az újkőkor idején a narvai kultúrával volt határos.

## Középső kőkorszak
Az atlanti időszak idején az éghajlat megenyhült és széleslevelű fafajok borították e vidék jelentős részét. A vándorló rénszarvascsordák, amelyek a gerincét alkották az őskőkorszaki vadászok által elejtett zsákmányoknak, észak felé szorultak vissza, melyet a többi erdőlakó állatfaj is követett. Az embereknek a változó körülményekhez kellett alkalmazkodniuk. Továbbra is nomád életmódot folytattak, de már csak kisebb utakat tettek meg és egyre hosszabb időszakokat kezdtek el egy azon helyen tölteni. A régészek kisebb méretű táborokat találtak, melyeket csupán egy-egy alkalommal használhattak, míg más nagyobb táborok, települések esetén a hosszabb ott tartózkodás nyomaira bukkantak a kutatók. E nagyobb településekre a vadászok rendszeresen vissza-visszatértek. E táborok általában tavak, illetve folyók közelében létesültek. Az ekkor élt emberek nyílvesszőkkel, lándzsákkal vadásztak, míg a halakat szigonyokkal fogták ki. A mezolitikus korból származó neman kultúrához tartozó kovakő eszközök mind az Európa déli részéről származó mikrolitokkal, mind a kontinens északi vidékein elterjedt makrolitokkal díszítettek voltak (maglemosei kultúra). Ezt a kultúrát éppen ezért nevezik mikrolit-makrolit kultúrának is, hogy elkerüljék a keveredést a már letelepedett neman kultúra további ágaival. A különböző behatások ellenére, ezen kultúra mintegy 2500-3000 éven keresztül stabilan megmaradt és ezen időszak alatt nem volt jelentősebb népvándorlás. Emiatt a feltalált leletek meglehetős hasonlóságot mutatnak a területen nyílhegyek, trapéz alakú pengék, illetve ovális fejszék terén.

## Újkőkor
Az újkőkor idején jelent meg a kerámiakészítés, mintegy 5500 körül. Az úgy nevezett szemi-neolitikus neman kultúra követte a középső kőkorszaki neman kultúrát. A kovakőből készített eszközeik jelentős mértékben hasonlítanak egymásra mindkét kultúrában. Egy új, szélesebb körben elterjedt fejlesztés volt a kések feltalálása, melyeket élesítettek is, illetve kiszélesedő végekkel rendelkeztek. A csúcsban végződő kerámiák a neman kultúrában főleg agyagból készültek és gyakran zúzott kvarcdarabkákkal díszített edények voltak. Néhány kései leletnek már lapos alja volt. Edényeik némileg keskenyebbek és íveltebbek voltak, mint a szomszédos narvai kultúra hasonló kerámiái. Ezeket fehér agyag vékony rétegével vonták be, díszítésképpen, míg az edények peremét nyomott vonalkákkal mintázták. Az edények további részeit nyomott, átlós vonalak borították, mintegy halászháló-szerűen. A neman kultúra elterjedési területén talált néhány kerámia a narvai kultúrához tartozik. Hasonló jelenség figyelhető meg bizonyos kovakőből készült eszközeiknél, melyekkel a narvai kultúra nem rendelkezett. A neman kultúra végnapjaihoz közeledve a kerámiáik jóval változatosabbá váltak a Rzucewói kultúra hatására. A rovátkák az edényeken már zsinórral készültek és időnként fenyők alakjához hasonlatosak. Végül a neman kultúra helyét átvette a zsinegdíszes kerámia kultúrája, valamint a kerekded amfora kultúrája.

## Fordítás
Ez a szócikk részben vagy egészben  a   Neman culture című angol Wikipédia-szócikk ezen változatának fordításán alapul.  Az eredeti cikk szerkesztőit annak laptörténete sorolja fel. Ez a jelzés csupán a megfogalmazás eredetét és a szerzői jogokat jelzi, nem szolgál a cikkben szereplő információk forrásmegjelöléseként.